# فهرست جایزه‌ها و نامزدی‌های نیوجینز
گروه دخترانه اهل کره جنوبی، نیوجینز، افتخارات مختلفی را دریافت کرده است. پس از آغاز فعالیت در سال ۲۰۲۲، گروه برندهٔ چندین جایزه تازه‌کار از جمله در جوایز گلدن دیسک، جوایز موسیقی کره‌ای، جوایز موسیقی ملون و جوایز موسیقی سئول شد. نخستین آلبوم چندآهنگهٔ گروه به نام نیو جینز برندهٔ بهترین آلبوم کی پاپ در بیستمین جوایز موسیقی کره‌ای و تک‌آهنگ «توجه» برندهٔ بون‌سانگ ترانه دیجیتال در سی و هفتمین جوایز گلدن دیسک شد.

## جایزه‌ها و نامزدی‌ها
- ا
- ب
- پ
- ت
- ث
- ج
- چ
- ح
- خ
- د
- ذ
- ر
- ز
- ژ
- س
- ش
- ص
- ض
- ط
- ظ
- ع
- غ
- ف
- ق
- ک
- گ
- ل
- م
- ن
- و
- ه
- ی

| مراسم جوایز                          | سال  | دسته                                             | نامزد / اثر        | نتیجه       | منابع  |
| ------------------------------------ | ---- | ------------------------------------------------ | ------------------ | ----------- | ------ |
| جوایز آرتیست آسیا                    | ۲۰۲۲ | پرفورمنس سال (دسانگ)                             | نیوجینز            | برنده       | [ ۲ ]  |
| جوایز آرتیست آسیا                    | ۲۰۲۲ | تازه‌کار سال – موسیقی                             | نیوجینز            | برنده       | [ ۲ ]  |
| جوایز آرتیست آسیا                    | ۲۰۲۲ | جایزه محبوبیت دی‌سی‌ام – خواننده زن                | نیوجینز            | نامزدشده    | [ ۳ ]  |
| جوایز آرتیست آسیا                    | ۲۰۲۲ | جایزه محبوبیت آیدل پلاس – موسیقی                 | نیوجینز            | نامزدشده    | [ ۴ ]  |
| جوایز آرتیست آسیا                    | ۲۰۲۳ | جایزه سلبریتی آسیا                               | نیوجینز            | برنده       | [ ۵ ]  |
| جوایز آرتیست آسیا                    | ۲۰۲۳ | جایزه بهترین برگزیده                             | نیوجینز            | برنده       | [ ۵ ]  |
| جوایز آرتیست آسیا                    | ۲۰۲۳ | جایزه شگفت‌انگیز                                  | نیوجینز            | برنده       | [ ۵ ]  |
| جوایز آرتیست آسیا                    | ۲۰۲۳ | جایزه ترند داغ                                   | نیوجینز            | برنده       | [ ۵ ]  |
| جوایز آرتیست آسیا                    | ۲۰۲۳ | خواننده سال (دسانگ)                              | نیوجینز            | برنده       | [ ۵ ]  |
| جوایز آرتیست آسیا                    | ۲۰۲۳ | ترانه سال (دسانگ)                                | «دیتو»             | برنده       | [ ۵ ]  |
| جوایز آرتیست آسیا                    | ۲۰۲۳ | جایزه محبوبیت – خواننده (زن)                     | نیوجینز            | نامزدشده    | [ ۶ ]  |
| جوایز موسیقی پاپ آسیایی              | ۲۰۲۲ | ۲۰ ترانه برتر سال (خارجی)                        | «هایپ بوی»         | برنده       | [ ۷ ]  |
| جوایز موسیقی پاپ آسیایی              | ۲۰۲۲ | بهترین آرتیست تازه‌کار (خارجی)                    | نیو جینز           | نامزدشده    | [ ۸ ]  |
| جوایز موسیقی پاپ آسیایی              | ۲۰۲۳ | بهترین گروه (خارجی)                              | نیوجینز            | برنده       | [ ۹ ]  |
| جوایز موسیقی پاپ آسیایی              | ۲۰۲۳ | ۲۰ آلبوم برتر سال (خارجی)                        | بلند شو            | برنده       | [ ۹ ]  |
| جوایز موسیقی پاپ آسیایی              | ۲۰۲۳ | ۲۰ ترانه برتر سال (خارجی)                        | «فوق‌العاده خجالتی» | برنده       | [ ۹ ]  |
| جوایز موسیقی پاپ آسیایی              | ۲۰۲۳ | ترانه سال (خارجی)                                | «فوق‌العاده خجالتی» | نامزدشده    | [ ۹ ]  |
| جوایز موسیقی بیلبورد                 | ۲۰۲۳ | برترین آرتیست کی پاپ جهانی                       | نیوجینز            | برنده       | [ ۱۰ ] |
| جوایز موسیقی بیلبورد                 | ۲۰۲۳ | بهترین آرتیست جهانی بیلبورد (به جز ایالات متحده) | نیوجینز            | نامزدشده    | [ ۱۰ ] |
| جوایز موسیقی بیلبورد                 | ۲۰۲۳ | برترین آلبوم کی پاپ جهانی                        | بلند شو            | نامزدشده    | [ ۱۰ ] |
| جوایز موسیقی بیلبورد                 | ۲۰۲۳ | برترین ترانه کی پاپ جهانی                        | «دیتو»             | نامزدشده    | [ ۱۰ ] |
| جوایز موسیقی بیلبورد                 | ۲۰۲۳ | برترین ترانه کی پاپ جهانی                        | «اوه خدای من»      | نامزدشده    | [ ۱۰ ] |
| زنان در موسیقی بیلبورد               | ۲۰۲۴ | گروه سال                                         | نیوجینز            | برنده       | [ ۱۱ ] |
| جوایز موسیقی جدول گائون              | ۲۰۲۳ | آرتیست تازه‌کار سال – دیجیتال                     | «توجه»             | برنده       | [ ۱۲ ] |
| جوایز موسیقی جدول گائون              | ۲۰۲۳ | آرتیست سال – موسیقی دیجیتال جهانی (اوت)          | «توجه»             | نامزدشده    | [ ۱۳ ] |
| جوایز موسیقی جدول گائون              | ۲۰۲۳ | آرتیست سال – موسیقی دیجیتال جهانی (اوت)          | «هایپ بوی»         | نامزدشده    | [ ۱۳ ] |
| جوایز موسیقی جدول گائون              | ۲۰۲۳ | آرتیست تازه‌کار سال – فیزیکی                      | نیو جینز           | نامزدشده    | [ ۱۴ ] |
| جوایز موسیقی جدول گائون              | ۲۰۲۴ | آرتیست سال – دیجیتا                              | «دیتو»             | برنده       | [ ۱۵ ] |
| جوایز موسیقی جدول گائون              | ۲۰۲۴ | آرتیست سال – استریم جهانی                        | «فوق‌العاده خجالتی» | برنده       | [ ۱۵ ] |
| جوایز موسیقی جدول گائون              | ۲۰۲۴ | آرتیست سال – Streaming Unique Listeners          | «دیتو»             | برنده       | [ ۱۵ ] |
| جوایز موسیقی جدول گائون              | ۲۰۲۴ | Music Steady Seller of the Year                  | «هایپ بوی»         | برنده       | [ ۱۵ ] |
| جوایز موسیقی کلیو                    | ۲۰۲۴ | موزیک ویدئوها                                    | «دیتو»             | فهرست کوتاه | [ ۱۶ ] |
| فکت میوزیک اواردز                    | ۲۰۲۲ | جایزه لیدر بعدی                                  | نیوجینز            | برنده       | [ ۱۷ ] |
| فکت میوزیک اواردز                    | ۲۰۲۲ | جایزه برگزیده فن ان استار (آرتیست)               | نیوجینز            | نامزدشده    | [ ۱۸ ] |
| فکت میوزیک اواردز                    | ۲۰۲۲ | جایزه چهار ستاره                                 | نیوجینز            | نامزدشده    | [ ۱۹ ] |
| فکت میوزیک اواردز                    | ۲۰۲۲ | جایزه محبوبیت آیدل پلاس                          | نیوجینز            | نامزدشده    | [ ۲۰ ] |
| فکت میوزیک اواردز                    | ۲۰۲۳ | آرتیست سال (بون‌سانگ)                             | نیوجینز            | برنده       | [ ۲۱ ] |
| فکت میوزیک اواردز                    | ۲۰۲۳ | Listener's Choice Award                          | نیوجینز            | برنده       | [ ۲۱ ] |
| فکت میوزیک اواردز                    | ۲۰۲۳ | بهترین موسیقی – بهار                             | «اوه خدای من»      | نامزدشده    | [ ۲۲ ] |
| فکت میوزیک اواردز                    | ۲۰۲۳ | بهترین موسیقی – پاییز                            | «فوق‌العاده خجالتی» | نامزدشده    | [ ۲۳ ] |
| فکت میوزیک اواردز                    | ۲۰۲۳ | جایزه محبوبیت آیدل پلاس                          | نیوجینز            | نامزدشده    | [ ۲۴ ] |
| جوایز جینی میوزیک                    | ۲۰۲۲ | جایزه بهترین آرتیست زن تازه‌کار                   | نیوجینز            | نامزدشده    | [ ۲۵ ] |
| جوایز گلدن دیسک                      | ۲۰۲۳ | بون‌سانگ ترانه دیجیتال                            | «توجه»             | برنده       | [ ۲۶ ] |
| جوایز گلدن دیسک                      | ۲۰۲۳ | آرتیست تازه‌کار سال                               | نیوجینز            | برنده       | [ ۲۶ ] |
| جوایز گلدن دیسک                      | ۲۰۲۳ | دیجیتال دسانگ                                    | «توجه»             | نامزدشده    | [ ۲۶ ] |
| جوایز گلدن دیسک                      | ۲۰۲۴ | دیجیتال دسانگ                                    | «دیتو»             | برنده       | [ ۲۷ ] |
| جوایز گلدن دیسک                      | ۲۰۲۴ | بون‌سانگ ترانه دیجیتال                            | «دیتو»             | برنده       | [ ۲۷ ] |
| جوایز موسیقی هانتو                   | ۲۰۲۳ | تازه‌کار سال                                      | نیوجینز            | برنده       | [ ۲۸ ] |
| جوایز موسیقی هانتو                   | ۲۰۲۴ | آرتیست سال (بون‌سانگ)                             | نیوجینز            | برنده       | [ ۲۹ ] |
| جوایز موسیقی آی‌هارت‌رادیو             | ۲۰۲۴ | بهترین آرتیست تازه‌کار کی پاپ                     | نیوجینز            | برنده       | [ ۳۰ ] |
| جوایز موسیقی آی‌هارت‌رادیو             | ۲۰۲۴ | ترانه کی پاپ سال                                 | «فوق‌العاده خجالتی» | نامزدشده    | [ ۳۱ ] |
| جوایز گلد دیسک ژاپن                  | ۲۰۲۴ | ۳ آرتیست تازه‌کار برتر – آسیا                     | نیوجینز            | برنده       | [ ۳۲ ] |
| جوایز گلد دیسک ژاپن                  | ۲۰۲۴ | ترانه سال به واسطه استریم – آسیا                 | «اوه خدای من»      | برنده       | [ ۳۲ ] |
| جوایز ضبط ژاپن                       | ۲۰۲۳ | جایزه اثر عالی (ترانه‌های سال)                    | «دیتو»             | برنده       | [ ۳۳ ] |
| جوایز ضبط ژاپن                       | ۲۰۲۳ | جایزه دستاورد ویژه                               | نیوجینز            | برنده       | [ ۳۳ ] |
| جوایز ضبط ژاپن                       | ۲۰۲۳ | گرند پریکس                                       | «دیتو»             | نامزدشده    | [ ۳۳ ] |
| جوایز کی بیلبورد                     | ۲۰۲۲ | جایزه تازه‌کار هات                                | نیوجینز            | برنده       | [ ۳۴ ] |
| جوایز کی گلوبال هارت دریم            | ۲۰۲۳ | جایزه کی گلوبال بست میوزیک                       | نیوجینز            | برنده       | [ ۳۵ ] |
| جوایز موسیقی کره‌ای                   | ۲۰۲۳ | بهترین آلبوم کی پاپ                              | نیو جینز           | برنده       | [ ۳۶ ] |
| جوایز موسیقی کره‌ای                   | ۲۰۲۳ | بهترین ترانه کی پاپ                              | «توجه»             | برنده       | [ ۳۶ ] |
| جوایز موسیقی کره‌ای                   | ۲۰۲۳ | تازه‌کار سال                                      | نیوجینز            | برنده       | [ ۳۶ ] |
| جوایز موسیقی کره‌ای                   | ۲۰۲۳ | آلبوم سال                                        | نیو جینز           | نامزدشده    | [ ۳۷ ] |
| جوایز موسیقی کره‌ای                   | ۲۰۲۳ | موسیقی‌دان سال                                    | نیوجینز            | نامزدشده    | [ ۳۷ ] |
| جوایز موسیقی کره‌ای                   | ۲۰۲۳ | ترانه سال                                        | «توجه»             | نامزدشده    | [ ۳۷ ] |
| جوایز موسیقی کره‌ای                   | ۲۰۲۴ | بهترین آلبوم کی پاپ                              | بلند شو            | برنده       | [ ۳۸ ] |
| جوایز موسیقی کره‌ای                   | ۲۰۲۴ | بهترین ترانه کی پاپ                              | «دیتو»             | برنده       | [ ۳۸ ] |
| جوایز موسیقی کره‌ای                   | ۲۰۲۴ | ترانه سال                                        | «دیتو»             | برنده       | [ ۳۸ ] |
| جوایز موسیقی کره‌ای                   | ۲۰۲۴ | آلبوم سال                                        | بلند شو            | نامزدشده    | [ ۳۹ ] |
| جوایز موسیقی کره‌ای                   | ۲۰۲۴ | موسیقی‌دان سال                                    | نیوجینز            | نامزدشده    | [ ۳۹ ] |
| جوایز ماما                           | ۲۰۲۲ | آرتیست سال                                       | نیوجینز            | نامزدشده    | [ ۴۰ ] |
| جوایز ماما                           | ۲۰۲۲ | بهترین اجرای رقص گروه دخترانه                    | «توجه»             | نامزدشده    | [ ۴۰ ] |
| جوایز ماما                           | ۲۰۲۲ | بهتدین آرتیست زن تازه‌کار                         | نیوجینز            | نامزدشده    | [ ۴۰ ] |
| جوایز ماما                           | ۲۰۲۲ | ترانه سال                                        | «توجه»             | نامزدشده    | [ ۴۰ ] |
| جوایز ماما                           | ۲۰۲۲ | Worldwide Fans' Choice Top 10                    | نیوجینز            | نامزدشده    | [ ۴۰ ] |
| جوایز ماما                           | ۲۰۲۳ | آرتیست سال                                       | نیوجینز            | برنده       | [ ۴۱ ] |
| جوایز ماما                           | ۲۰۲۳ | بهترین اجرای رقص گروه دخترانه                    | «دیتو»             | برنده       | [ ۴۱ ] |
| جوایز ماما                           | ۲۰۲۳ | بهترین گروه دخترانه                              | نیوجینز            | برنده       | [ ۴۱ ] |
| جوایز ماما                           | ۲۰۲۳ | ترانه سال                                        | «دیتو»             | برنده       | [ ۴۱ ] |
| جوایز ماما                           | ۲۰۲۳ | آلبوم سال                                        | بلند شو            | نامزدشده    | [ ۴۱ ] |
| جوایز ماما                           | ۲۰۲۳ | Worldwide Fans' Choice Top 10                    | نیوجینز            | نامزدشده    | [ ۴۱ ] |
| جوایز موسیقی ملون                    | ۲۰۲۲ | بهترین آرتیست تازه‌کار                            | نیوجینز            | برنده       | [ ۴۲ ] |
| جوایز موسیقی ملون                    | ۲۰۲۲ | ۱۰ آرتیست برتر                                   | نیوجینز            | برنده       | [ ۴۲ ] |
| جوایز موسیقی ملون                    | ۲۰۲۲ | آلبوم سال                                        | نیو جینز           | نامزدشده    | [ ۴۲ ] |
| جوایز موسیقی ملون                    | ۲۰۲۲ | آرتیست سال                                       | نیوجینز            | نامزدشده    | [ ۴۲ ] |
| جوایز موسیقی ملون                    | ۲۰۲۲ | بهترین گروه دخترانه                              | نیوجینز            | نامزدشده    | [ ۴۲ ] |
| جوایز موسیقی ملون                    | ۲۰۲۳ | آرتیست سال                                       | نیوجینز            | برنده       | [ ۴۳ ] |
| جوایز موسیقی ملون                    | ۲۰۲۳ | بهترین گروه دخترانه                              | نیوجینز            | برنده       | [ ۴۳ ] |
| جوایز موسیقی ملون                    | ۲۰۲۳ | Millions Top 10 Artist                           | بلند شو            | برنده       | [ ۴۳ ] |
| جوایز موسیقی ملون                    | ۲۰۲۳ | ترانه سال                                        | «دیتو»             | برنده       | [ ۴۳ ] |
| جوایز موسیقی ملون                    | ۲۰۲۳ | ۱۰ آرتیست برتر                                   | نیوجینز            | برنده       | [ ۴۳ ] |
| جوایز موسیقی ملون                    | ۲۰۲۳ | آلبوم سال                                        | بلند شو            | نامزدشده    | [ ۴۳ ] |
| جوایز موسیقی ملون                    | ۲۰۲۳ | جایزه ستاره محبوب کاکائو                         | نیوجینز            | نامزدشده    | [ ۴۳ ] |
| جوایز موسیقی ام‌تی‌وی اروپا            | ۲۰۲۳ | بهترین گروه                                      | نیوجینز            | نامزدشده    | [ ۴۴ ] |
| جوایز موسیقی ام‌تی‌وی اروپا            | ۲۰۲۳ | بهترین کی پاپ                                    | نیوجینز            | نامزدشده    | [ ۴۴ ] |
| جوایز موسیقی ویدئوی ام‌تی‌وی           | ۲۰۲۳ | گروه سال                                         | نیوجینز            | نامزدشده    | [ ۴۵ ] |
| جوایز ویدئو موسیقی ام‌تی‌وی ژاپن       | ۲۰۲۳ | جایزه بهترین باز                                 | نیوجینز            | برنده       | [ ۴۶ ] |
| جوایز برگزیده کودکان مکزیکی نیکلودین | ۲۰۲۳ | گروه کی پاپ مورد علاقه                           | نیوجینز            | نامزدشده    | [ ۴۷ ] |
| جوایز موسیقی سئول                    | ۲۰۲۳ | تازه‌کار سال                                      | نیوجینز            | برنده       | [ ۴۸ ] |
| جوایز موسیقی سئول                    | ۲۰۲۳ | جایزه ویژه هالیو                                 | نیوجینز            | نامزدشده    | [ ۴۹ ] |
| جوایز موسیقی سئول                    | ۲۰۲۳ | جایزه محبوبیت                                    | نیوجینز            | نامزدشده    | [ ۴۹ ] |
| جوایز موسیقی سئول                    | ۲۰۲۴ | جایزه بون‌سانگ                                    | «اوه خدای من»      | برنده       | [ ۵۰ ] |
| جوایز موسیقی سئول                    | ۲۰۲۴ | جایزه بهترین ترانه                               | نیوجینز            | برنده       | [ ۵۰ ] |
| جوایز موسیقی سئول                    | ۲۰۲۴ | جایزه ویژه هالیو                                 | نیوجینز            | نامزدشده    | [ ۵۱ ] |
| جوایز موسیقی سئول                    | ۲۰۲۴ | جایزه محبوبیت                                    | نیوجینز            | نامزدشده    | [ ۵۱ ] |
| جوایز گردشگری سئول                   | ۲۰۲۳ | جایزه ستاره هالیو                                | نیوجینز            | برنده       | [ ۵۲ ] |
| Spikes Asia Awards                   | ۲۰۲۴ | Brand or Product Integration into Music Content  | «ئی‌تی‌ای»           | Bronze      | [ ۵۳ ] |
| Spikes Asia Awards                   | ۲۰۲۴ | Brand or Product Integration into Music Content  | «کوکا کولا ماسیتا» | فهرست کوتاه | [ ۵۳ ] |